# النا ترخوا
النا ترخوا (انگلیسی: Elena Terekhova؛ زادهٔ ۵ ژوئیهٔ ۱۹۸۷) بازیکن فوتبال اهل اتحاد جماهیر شوروی سوسیالیستی است.

وی همچنین در تیم‌های ملی فوتبال زنان روسیه بازی کرده‌است.